# ゴースト・レストラン
ゴースト・レストラン (英語: ghost restaurant) は、電話あるいはネットからの注文にのみ応じて食事を調理しデリバリーするのを専門とする、ニューヨーク発祥の飲食業態。クラウドキッチン (英語: cloud kitchen)、バーチャルレストラン (英語: virtual restaurant)とも言われる。
客席と調理場を備えた完全なレストランとしての実店舗を持たないことにより、ゴースト・レストランは家賃がより安い物件で営業し、経費を抑えることができる。

## 概要
一般のレストランは、現実の建物が必須の客席に加えて、スタッフ、設備類、保険、その他の出費で、かなりの経費が必要になる。米英の場合、テイクアウトを主とするレストランでさえ、慣習的にそのスペースの大部分を客席に充てている。しかしゴースト・レストランは客席を持たずウェイターを雇わないことで経費を節約し、自前あるいは外部業者（グラブハブやキャヴィアなど）によるデリバリーの経費を考慮に入れても、極めて低い間接費を実現している。
典型的なゴースト・レストランの立地は、様々な異なったジャンルの料理の用意をその一か所のキッチンで行なうことを可能にしている。例えばグリーン・サミット・グループは、一か所のキッチンで複数のコンセプトのレストランを運営している。ブリック・アンド・モルタルの店舗を改装したり、接客スタッフを用意したり、紙のメニューを再印刷したりすることなく、ゴースト・レストランはより少ない手間と費用で新しいブランドと料理を試すことができる。
殆どのゴースト・レストランは、外部の既存のデリバリー・サービスを利用している。例として、シカゴとニューヨークにいくつかのゴースト・レストランを持つグリーン・サミットと、グラブハブの提携店が挙げられる。企業によってはビジネスモデルの中に自社運営のデリバリー・システムを組み込んでいるものもあり、例としてニューヨークを拠点としたかつてのメイプルがある。
ゴースト・レストランはその劣悪な労働環境と狭苦しい窓の無い調理空間ゆえに批判を受けてきている。2015年のいくつかの新聞記事には、規制も認可も受けていない単独事業者が運営しているゴースト・レストランや、衛生規則に違反しているのかいないのか良くわからないレストランの表向きの顔としてのゴースト・レストランがいくつも出てくる。英国の複数の地方議会は、デリバリーの車が出す騒音に住民から苦情が来ているとして、ゴースト・レストランの増加に懸念を示している。

## 用語
ゴースト・レストランは、「デリバリー専門レストラン」「オンライン専門レストラン」「ダーク・キッチン」「バーチャル・レストラン」「クラウドキッチン」とも称される。

## 種類
ゴースト・レストランを創業することで、事実上のレストラン・ブランド（バーチャル・ブランド）が創り出される。ゴースト・レストランとそのブランドを創るパターンには3つある。

### 独立系
個人がゴースト・レストランを立ち上げて自身のブランドを始めることは可能であり、それはそのオンライン・レストランとして世間に認知される。ゴースト・レストランを立ち上げる理由は、客席のあるレストランに比べると、より費用が安く、準備期間も短いという点がある。立ち上げまで3〜4週間しかかからないこともある。

### 既存店
既存のレストランは、既にある店舗の副業としてゴースト・レストランを始めることもできる。この場合、そのレストランは別のブランド名で調理場から料理を提供する。例えば、メキシコ風ブリトーの店がピザも作るが、ピザは実店舗で提供せず、別のブランド名でネット販売するという具合である。これによりピザを求める客を惹きつけ、そのピザがブリトーの調理場で作られた云々について気にさせることなく客を呼び寄せることができる。
この手法の別な利点は、新メニューをテストする際にオンライン店のメニューを変えるだけで済むため、新メニューのテストがより容易になる点がある。結果的にピザの売り上げが良かったなら、実店舗のメニューに加えても良くなる。
さらに、ゴースト・レストランのバーチャル・ブランド立ち上げは、既存のレストランにとって多くの追加資金を要するというものではない。なぜなら既に調理場があり料理人が居るからだ。またゴースト・レストランの調理場に関して必要な品々が既に利用可能なため、新しいブランドを立ち上げるのに長く時間をかける必要がない。バーチャル・ブランドを始めるにあたっての追加費用としては、ブランドのコンセプト、メニュー、ウェブサイト、注文とデリバリーのシステムを展開することが挙げられる。注文とデリバリーのシステムのようないくつかの要素は、外部に請け負わせることもある。店によっては、蒸し器、レンジ、オーブンといった新しい調理器具が必要になる可能性もある。

### デリバリー会社
ゴースト・レストランが出来上がる別のパターンとしては、ウーバーイーツやデリバルーといったデリバリー会社がバックアップするものがある。ウーバーイーツは、その食事注文システムを通じてのみ食べられる料理のゴースト・レストランを興している。それらのゴースト・レストランは様々な料理を提供しており、それらを異なったブランド名で展開することにより区別している。ブルックリン・バーガー・ファクトリ、MIA ウィングス、フレンチ・タコスは皆、ウーバーイーツのために創られたブランドであり、ウーバーイーツのアプリでのみ注文できる。この排他性は、目当ての料理がウーバーイーツでのみ注文できるからと、特定のアプリを選ぶことを顧客に納得させることになる。